# Satpanthis
Els satpanthis són els membres d'una dissidència ismaïlita a l'Índia formada el segle XVI. Són coneguts també com a Momnas o Imanshahis i seguien a Muhàmmad Shah fill del dia nizarita Imam Shah. Es concentren principalment a Pirana al Gujarat i a Burhanpur a Khandesh.